# 李祖可
李祖可（1946年11月—），福建莆田人，汉族，中华人民共和国政治人物，第九届、第十届、第十一届全国政协委员。

## 生平
加入九三学社，担任全国工商联常委、福建省工商联主席、福建省政协副主席。2008年，当选第十一届全国政协委员，代表中华全国工商业联合会，分入第二十一组。